# Cinisi
Cinisi ist eine  italienische Gemeinde (comune) mit 11.948 Einwohnern (Stand 31. Dezember 2023) der Metropolitanstadt Palermo in der Region Sizilien. Der Name der Gemeinde wird auf der ersten Silbe betont.

## Lage und Daten
Cinisi liegt 33 km westlich von Palermo. Die Einwohner arbeiten hauptsächlich in der Landwirtschaft und in der Industrie.
Auf der Landspitze Punta Raisi im Gemeindegebiet von Cinisi liegt der Internationale Flughafen Palermo-Punta Raisi.
Die Nachbargemeinden sind Carini und Terrasini.

## Geschichte
Erstmals erwähnt wurde der Ort im Jahr 1383.

## Sehenswürdigkeiten
- Kirche Santa Fara, erbaut zwischen 1616 und 1680
- Kirche Ecce Homo
- Santuario della Madonna del Furi, erbaut 1758
- Rathaus
- Torre Mulinazzo
- Torre Pozzillo

## Söhne und Töchter der Stadt
- Gaetano Badalamenti (1923–2004), Mafioso
- Giuseppe Impastato (1948–1978), Anti-Mafia-Aktivist

## Bilder

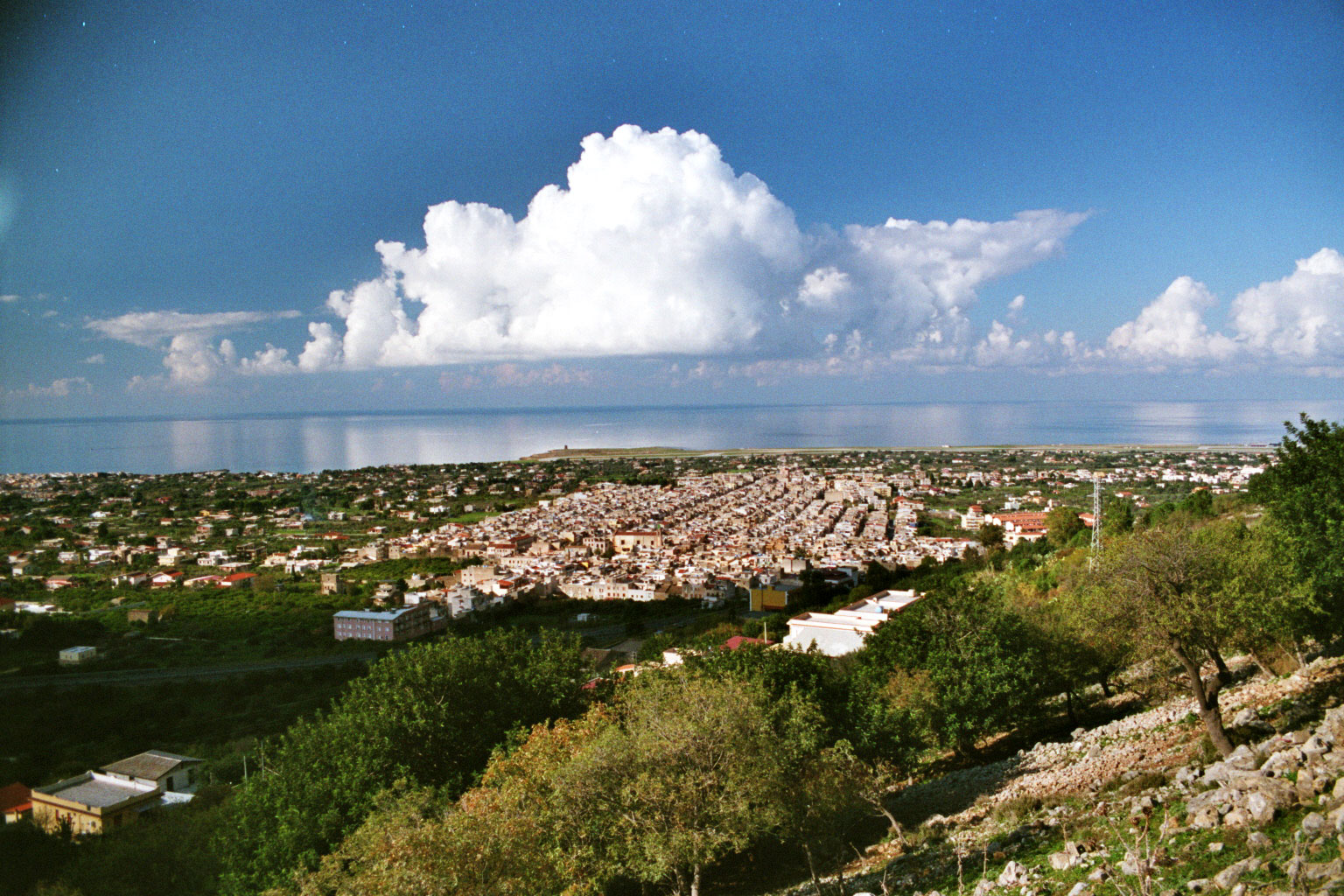
Ansicht vom Berg aus
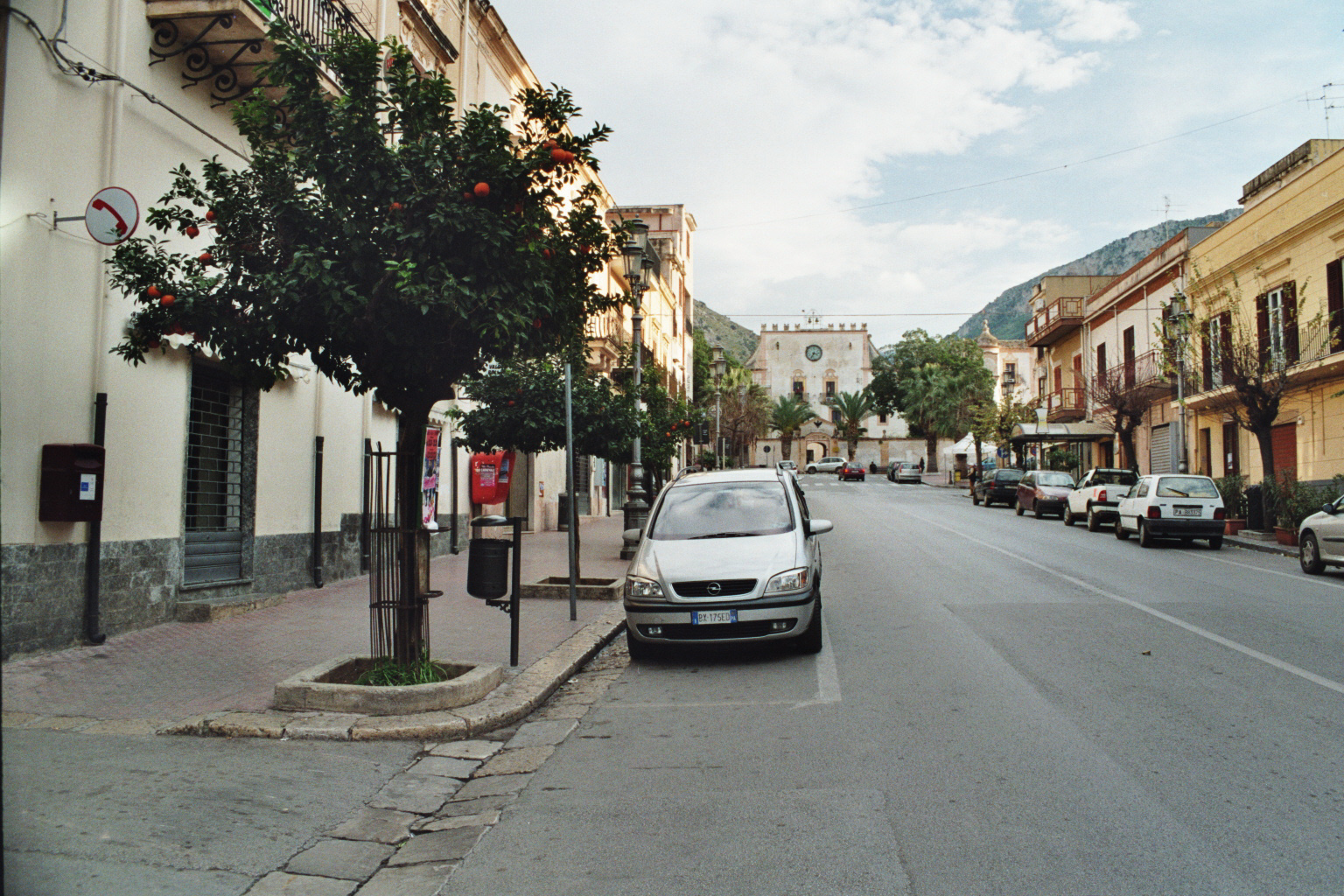
Corso Umberto I.
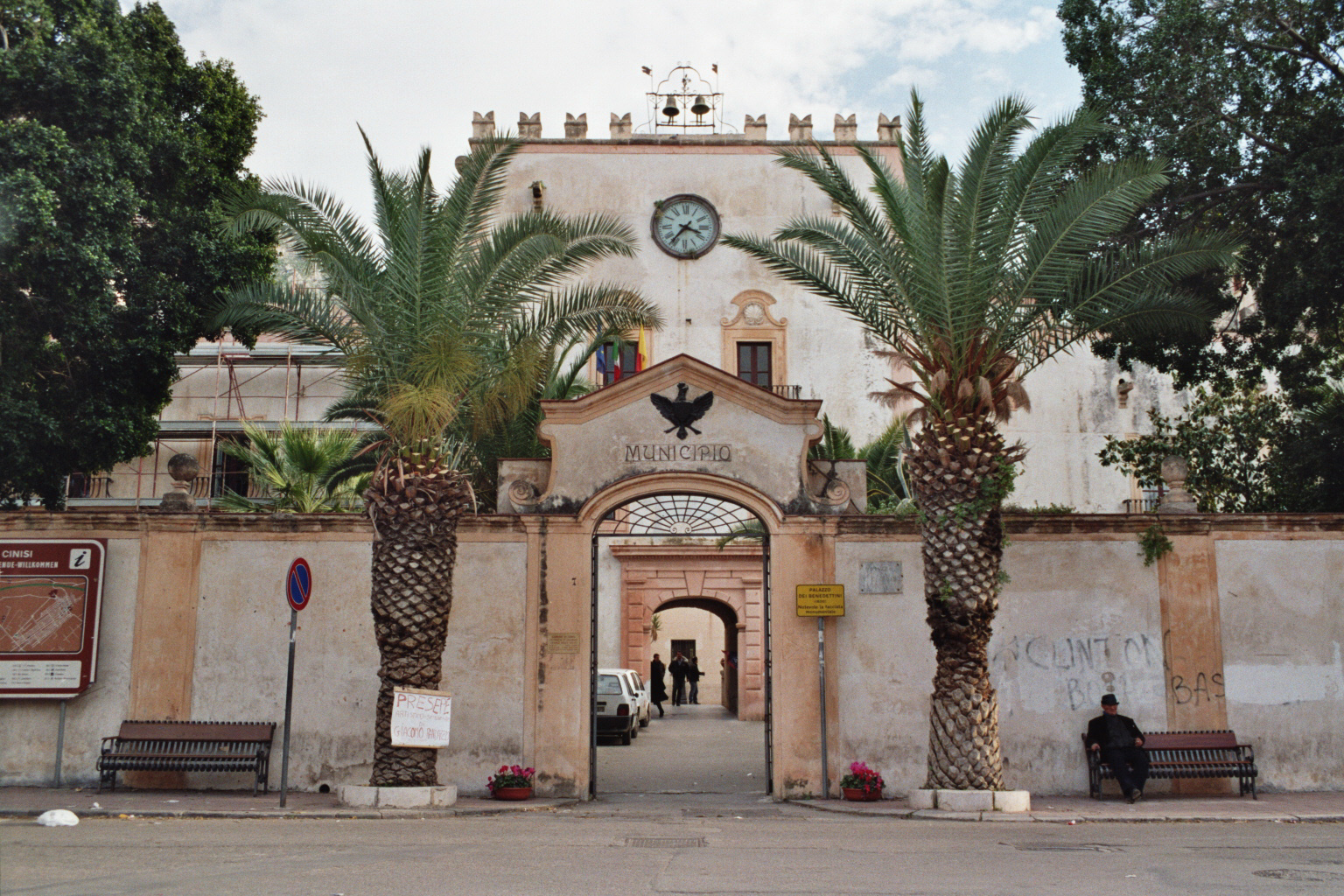
Rathaus
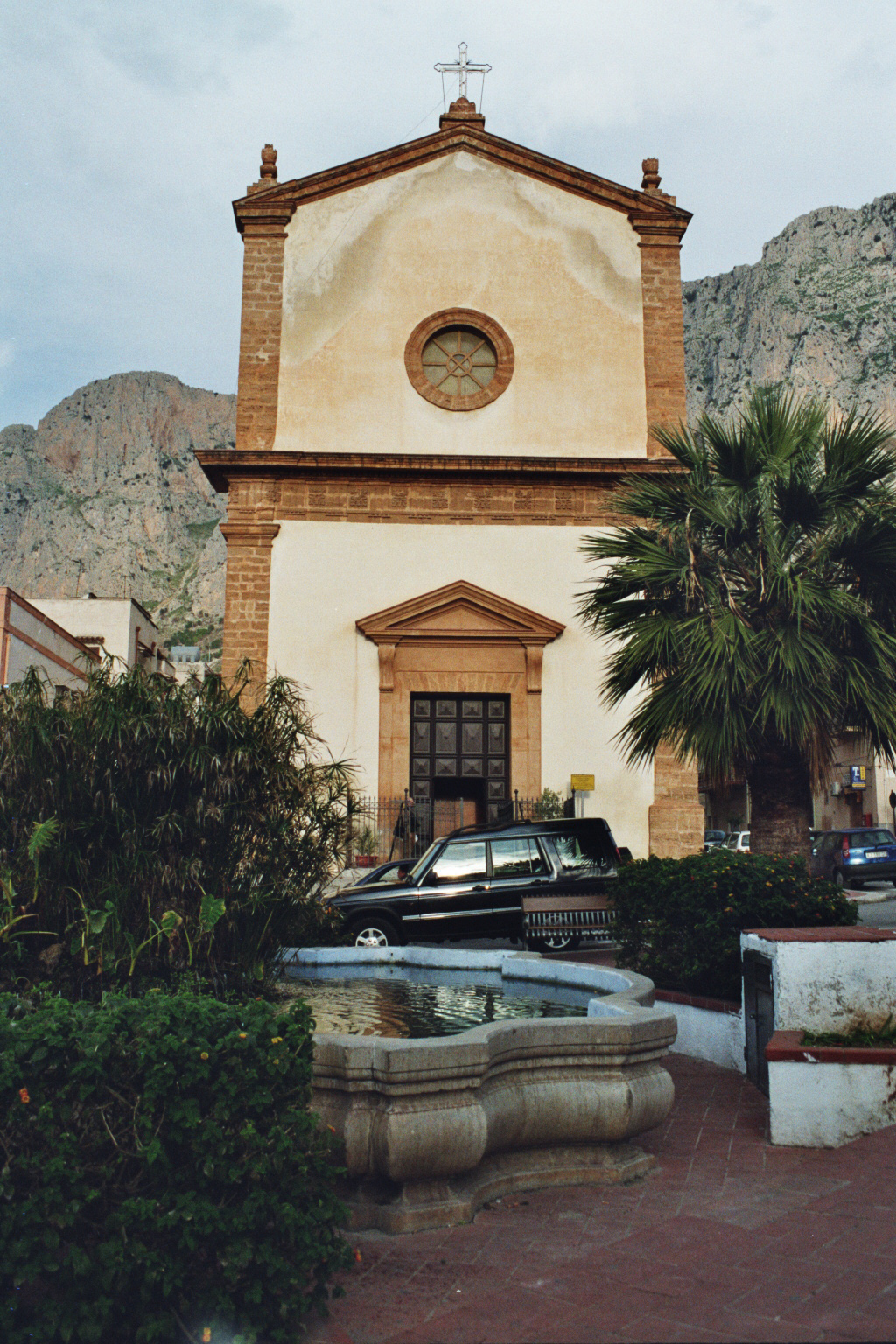
Santa Fara